# Massiliai Gennadius
Massiliai Gennadius (latinul: Gennadius Massiliensis), olykor Gennadius Scholasticus (? – 496 körül) semipelagianus nézeteket valló massiliai (ma Marseille) pap, ókeresztény író.
Annyi ismeretes róla, hogy több művet írt Nesztoriosz, Pelagius és Eutükhész eretnekek ellen, de ezek elvesztek az idők során. Fennmaradt a 8 könyvből álló Adversus omnes haereses, ennek befejező fejezete talán azonos a Liber ecclesiasticorum dogmatum című írással. Folytatta Szent Jeromos De viris illustribusát újabb szerzőkkel. Talán Gennadius a szerzője egy pszeudo-ágostoni Apokalipszis-kommentárnak és egy hitvallásnak.